# Tage Reedtz-Thott
Tage Reedtz-Thott, né le 13 mars 1839 et mort le 27 novembre 1923 à Gavnø, est un propriétaire foncier, homme d'État danois et membre du Parti de droite (Højre). Il est Premier ministre du Danemark d'août 1894 à mai 1897.

## Biographie
Tage Reedtz-Thott est né au château de Gavnø, sur l'île de Gavnø près de Naestved, au Danemark. Il était le fils du baron Otto Reedtz-Thott (1785-1862) et de la deuxième femme de ce dernier, Karen Julie Elisabeth Frederikke Fønns (1814-1844). Il obtient son diplôme de philosophie en 1860. Il poursuit ses études à Genève et à Paris. Il reprend la baronnie de Gavnø à la mort de son père en 1862,. La Baronnie de Gavnø comprend alors les domaines Gavnø, Lindesvold et Strandegård. Le 4 mai 1864, il épouse Elisabeth Adelgunde Bülow (1841-1909), fille du général Carl Ernest Johan Bülow (1814-1890).
Il siège au conseil du comté de Prästö de 1877 à 1895 et est membre du conseil d'administration de plusieurs grandes entreprises, notamment les Sucreries danoises (1872-1894), l'Entreprise de construction de Copenhague (jusqu'en 1894), les carrières de Faxe. Il préside également l'Association agricole du comté de Prästö et est membre du comité de l'Assurance contre le feu pour les bâtiments agricoles (1886-1891). Il siège au sein du comité du Musée populaire danois. En 1887, il devient directeur de l'école privée de Herlufsholm. En 1886, après plusieurs tentatives infructueuses, il est élu au Folketing, le parlement danois, et en 1892, il devient Ministre des Affaires étrangères du Danemark à la suite de la mort du baron Otto Rosenørn-Lehns. Il accède au poste de président du Conseil du Danemark en 1894,. Il tente de trouver des compromis avec le parlement, où son parti n'est pas majoritaire, mais est contraint de démissionner en 1897 après avoir perdu la confiance de son parti. Il reste toutefois membre du Conseil secret.
En 1900, Tage Reedtz-Thott rejoint le groupe des conservateurs libres au parlement qui souhaite collaborer pacifiquement avec la majorité de gauche au parlement,. Il est ensuite membre de la Commission de la Défense de 1902 à 1908, et dès 1906 de la Commission du Ministère des Affaires étrangères et de la Diplomatie. Il siège au Comité ecclésiastique de 1904 à 1907. En 1910, il n'est pas réélu au Folketing. Il meurt en 1923 à Gavnø et est enterré à l'église de Vejlø (Vejlø Kirke) à Næstved.